# سد سینجیانگ
سد سینجیانگ (به لاتین: Sinanjiang Dam) یک سد و نیروگاه برقابی در چین است که در Mojiang Hani Autonomous County, Pu'er Prefecture, Yunnan واقع شده‌است.